# アンナ・レジーナ
アンナ・レジーナ（アンナ・レジャイナ、英語: Anna Regina）は、ガイアナのポメローン＝スペナーム州の州都。エセキボ川の河口から北西の、大西洋沿岸に位置する。2012年国勢調査によれば人口は2,063人で、人種別だとカリブ系が多い。
オランダ植民地時代はオランダ人のプランテーションだったが、1800年代初めにイギリスがエセキボ植民地を占領すると間もなくイギリス人に取って代わられた。伝えられるところによると、所有者のイギリス人はアンナとレジーナという2人の娘がいた。だが1810年から1815年までの間にアンナとレジーナは大西洋で溺死してしまった。所有者は亡くなった2人を記念して、プランテーションに「アンナ・レジーナ」と名付けたと言われている。アンナ・レジーナは発展と共に周囲の18の村を併合し、1990年に町へ昇格した。アンナ・レジーナ町の人口は11,133人（2012年国勢調査）を数え、国内で10番目に多い。
1971年に西デメララ＝エセキボ海岸県の県都に選ばれ、1980年の行政区画再編でポメローン＝スペナーム州の州都となった。
アンナ・レジーナの歴史を伝える建造物として、1833年奴隷廃止法の抗議運動を指導し処刑された奴隷のデイモンを讃えるデイモン記念碑がある。他にデイモンズ・クロス、オーロラ煙突と邸宅、アンナ・レジーナ橋、アンナ・レジーナ煙突、聖バーソロミュー聖公会教会、いくつかのオランダ人の墓がある。